# Sancy (diamant)

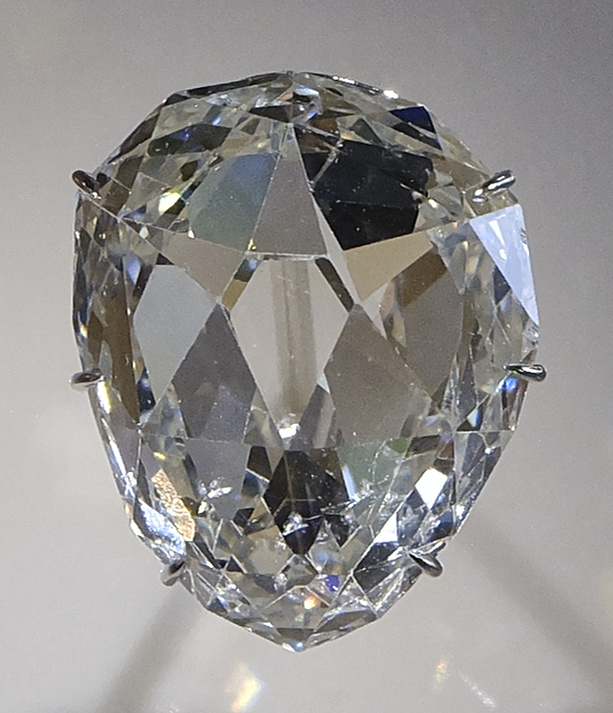

Sancy är en diamant, som tillhör franska staten och förvaras på Louvren.
Sancy skall enligt uppgift ha tillhört Karl den djärve och förlorats av honom i samband med slaget vid Nancy 1477. Därefter skall stenen genom flera mellanhänder ha kommit i hugenotthandelsmannen Sancy's ägo. När denne for som sändebud till Solothurn, erhöll han av Henrik III av Frankrike befallning att sända honom diamanten som pant. Budbäraren anfölls på vägen och mördades, sedan han svalt diamanten, vilken vid likets öppnande återfanns av Sancy i dess mage. Stenen ägdes av Jakob II, då han 1688 kom till Frankrike, och tillhörde senare franska kronan, men bortstals under franska revolutionen 1792. 
1978 såldes den till Louvren.